# Олійник Вікторія Ігорівна
Вікторія Ігорівна Олійник (нар. 2 березня 2000, Запоріжжя) — українська волейболістка, пасуючий. Гравець національної збірної. Чемпіонка Євроліги 2023 року.

## Із біографії
У складі національної збірної України — чемпіонка Євроліги 2023. Також грала у розіграші Кубка претендентів і перебувала в резерві під час чемпіонату Європи-2023.

## Клуби
| Роки      | Команди                      |
| --------- | ---------------------------- |
| 2016—2020 | «Орбіта» (Запоріжжя)         |
| 2020—2022 | «Аланта» (Дніпро)            |
| 2022—2023 | «Бекешчаба»                  |
| 2023—2024 | СК «Прометей»                |
| 2024—2025 | «GEN-I Volley» (Нова Гориця) |
| 2024—     | «Маккабі» (Ашдод)            |

## Досягнення
Європейська ліга
- Перше місце (1): 2023

Середньоєвропейська ліга (MEVZA)
- Перше місце (1): 2023

Чемпіонат України
- Перше місце (1): 2024

Кубок України
- Перше місце (1): 2024

Суперкубок України
- Перше місце (1): 2023

## Статистика
У збірній:
| Рік  | Турнір                   | Ігри | Сети | Очки | Ср. | Місце | Примітки |
| ---- | ------------------------ | ---- | ---- | ---- | --- | ----- | -------- |
| 2023 | Золота євроліга          | 5    | 11   | 0    | 0   | 1     |          |
|      | Кубок претендентів       | 1    | 1    | 0    | 0   | 4     |          |
|      | Олімпійська кваліфікація | 2    | 4    | 0    | 0   |       |          |
| 2024 | Золота євроліга          | 4    | 4    | 0    | 0   | 5     |          |

Статистика виступів в єврокубках:
| Сезон   | Клуб           | Турнір        | Ігри | Сети | Очки | Ср.  | Примітки |
| ------- | -------------- | ------------- | ---- | ---- | ---- | ---- | -------- |
| 2024/25 | «GEN-I Volley» | Кубок виклику | 4    | 13   | 7    | 0,54 |          |